# Nicole Fessel
Nicole Fessel, född 19 maj 1983 i Annweiler am Triefels i Västtyskland, är en tidigare längdskidåkare från Tyskland. Hon har tävlat i världscupen sedan 26 oktober 2002 då hon gjorde debut i Düsseldorf.
Hennes individuellt bästa resultat i världscupen är en andraplats som hon tog i Davos den 20 december 2014 i disciplinen 10 kilometer fristil. Hon har även pallplatser i stafett och i tourlopp, såsom Nordiska öppningen.
I stafetten vid olympiska vinterspelen 2014 vann Fessel brons tillsammans med Stefanie Böhler, Denise Herrmann och Claudia Nystad.